# WikiStipendiya
WikiStipendiya é um WikiProjeto destinado a melhorar o conteúdo da Wikipedia uzbeque. O projeto é organizado pela Agência de Assuntos Juvenis da República do Uzbequistão em colaboração com a Agência de Informação e Comunicação de Massa sob a Administração do Presidente da República do Uzbequistão, o Conselho de Jovens Artistas e os Wikimedianos do Grupo de Usuários da Língua Uzbeque.
O nome do projeto é uma junção das palavras "wiki " e "stipendiya" (bolsa de estudos). Ele se concentra em incentivar a criação de conteúdo na Wikipedia uzbeque, principalmente por alunos, mas não se limita a nenhum grupo. Outro objetivo é aumentar o número de editores em wikis em língua uzbeque.

## História

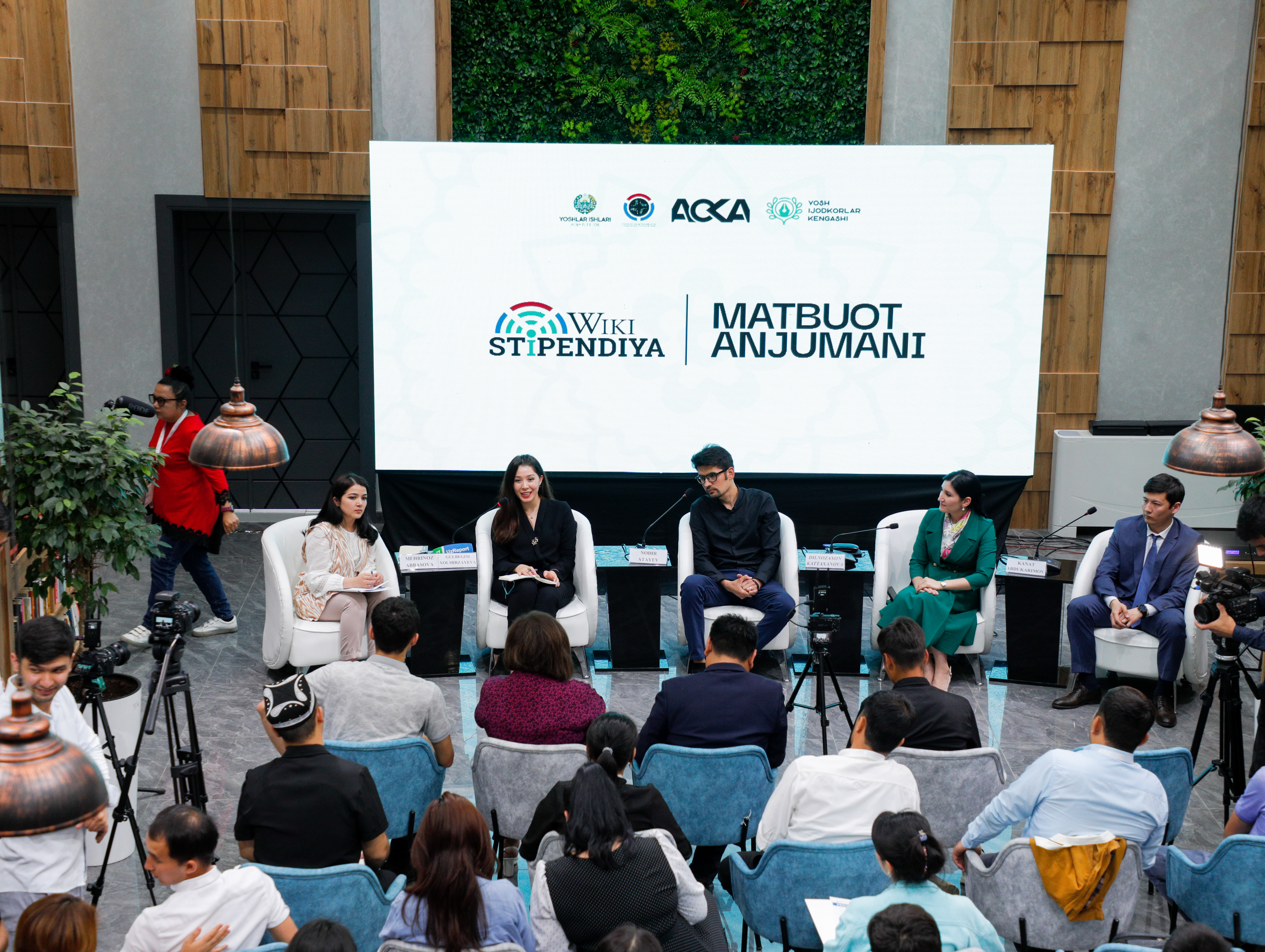
Conferência de imprensa da WikiStipendiya

O WikiStipendiya foi inspirado por um decreto de 2019 do presidente Shavkat Mirziyoyev sobre o incentivo à criação de conteúdo digital de qualidade em uzbeque. A Youth Affairs Agency decidiu lançar uma maratona de edição com um grande prêmio e garantiu a cooperação da Agência de Informação e Comunicação de Massa e do Conselho de Jovens Artistas. Logo depois, os wikimedianos do Grupo de Usuários da Língua Uzbeque se comprometeram a apoiar totalmente a iniciativa.
Em 13 de maio de 2022, uma coletiva de imprensa foi organizada em Tasquente para divulgar a maratona de edições. O WikiStipendiya gerou um interesse significativo entre os estudantes e a mídia no Uzbequistão, com várias publicações publicando histórias sobre o assunto. Quando a maratona começou oficialmente em 20 de maio, cerca de 15.000 pessoas haviam se inscrito no canal oficial do Telegram da maratona.
Em 14 de maio de 2022, uma master class foi organizada em Tasquente para treinar novos colaboradores. Uma sessão separada foi organizada com professores universitários para informá-los sobre a maratona e o programa de educação da Wikipédia.
Com o apoio da Agência de Assuntos Juvenis, uma série de 12 videoaulas foi gravada e carregada no canal do YouTube da Wikipédia uzbeque antes do lançamento oficial da editatona.

## Métodos
O WikiStipendiya foi organizado como uma maratona de edições de 20 de maio de 2022 a 20 de dezembro de 2022. Os participantes devem ter pelo menos 15 anos de idade e são incentivados a criar conteúdo sobre qualquer assunto que considerem interessante. Ainda assim, seis grandes temas foram propostos (ciências naturais, história, arte e cultura, filosofia, tecnologia, humanidade, esportes e jogos, e geografia) e uma lista de trabalho de artigos com links vermelhos foi criada para facilitar a localização e criar os artigos que faltam.
Cerca de US$ 30.000 foram alocados para premiar os participantes mais ativos com bolsas pontuais. Membros ativos dos Wikimedianos do Grupo de Usuários da Língua Uzbeque assumiram a responsabilidade de avaliar as contribuições dos participantes.

## Subprojetos
Vários outros subprojetos foram organizados dentro da maratona, incluindo:
- ErkinLitsenziyalar: promoção de licenças de conteúdo aberto
- WikiAudio: criando artigos de áudio em uzbeque
- WikiAyollar: fechando a lacuna de gênero na Wikipédia uzbeque criando conteúdo sobre mulheres
- WikiOromgoh: um acampamento de seis dias que reuniu 150 participantes e administradores da Wikipédia
- WikiSport: melhorando o conteúdo relacionado ao esporte na Wikipédia uzbeque
- WikiTaʼlim: introduzindo Wiki Educação no Uzbequistão